# Narcís Monturiol i Estarriol
Narcís Monturiol i Estarriol, né le 28 septembre 1819 à Figueres (Espagne) et mort le 6 septembre 1885 à Sant Martí de Provençals (aujourd'hui district de Barcelone), est un homme politique et savant espagnol. Pionnier de la navigation submersible, il est notamment l'inventeur de l'Ictíneo I, puis de son successeur l'Ictíneo II, premier sous-marin à propulsion mécanique utilisant un combustible.
Il est le père de l'écrivaine et dramaturge Carme Montoriol i Puig.

## Biographie

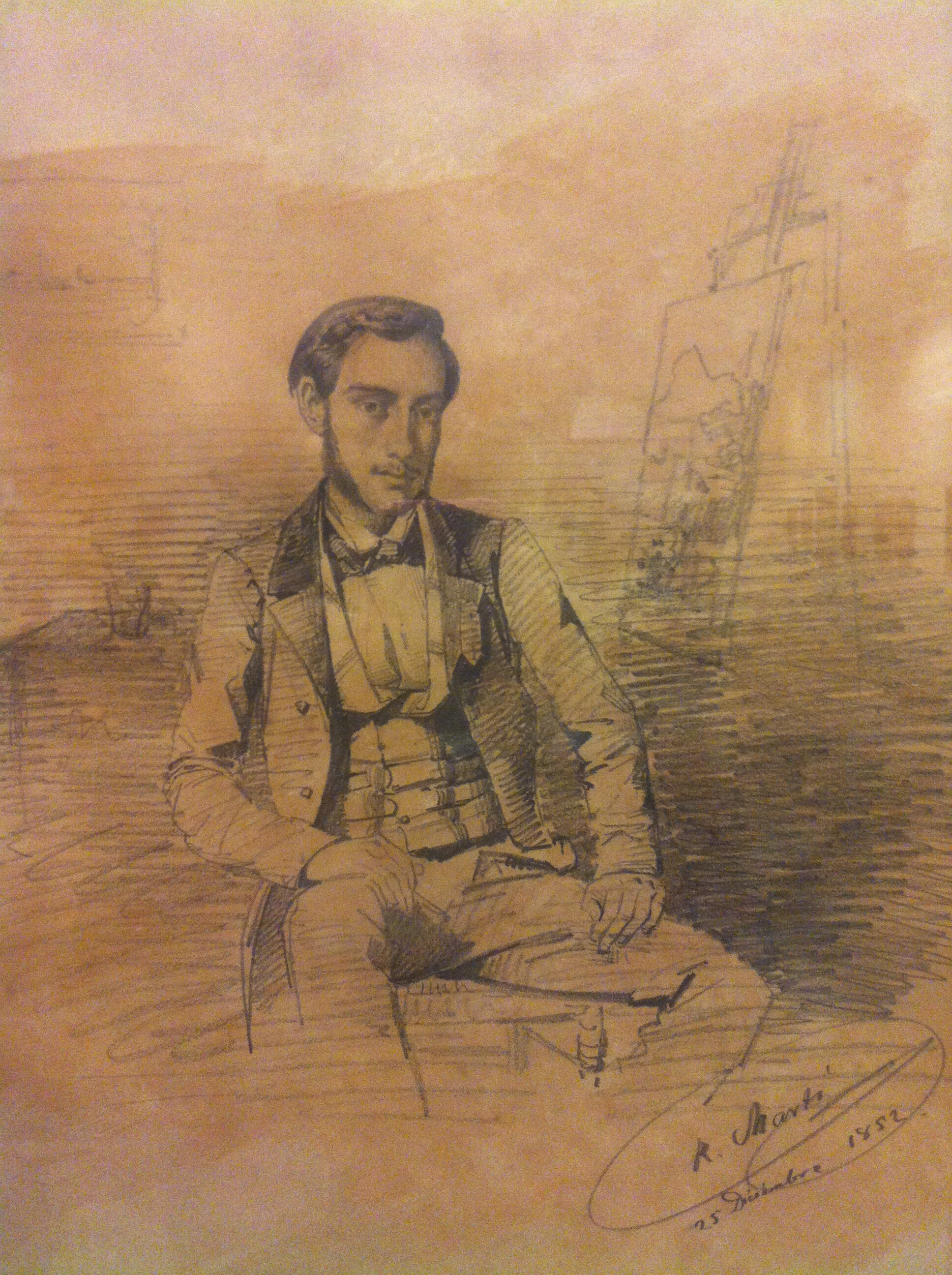
Portrait de Narcís Monturiol par Ramon Martí Alsina, exposé au Musée de l'Empordà.

Ingénieur et savant humaniste, il défend le progrès scientifique au profit de l'amélioration des conditions de vie. Il s'illustre également dans les arts, l'astronomie et la philosophie.
Tant au niveau des idées que de l'amitié, il est proche du musicien Josep Anselm Clavé, de l'urbaniste Ildefons Cerdà et des républicains Francesc Sunyer et Abdó Terrades.
Il se rallie au socialisme utopique et se rapproche du penseur français Étienne Cabet. Il popularise, en Catalogne, les principes de la cité idéale Icarie.
À la suite de cela et des révolutions de 1848, il doit s'exiler brièvement en France.
Revenu en Espagne en 1849, il se réfugie à Cadaqués. Il s'y adonne à la peinture, mais surtout il observe et étudie le dangereux labeur des pêcheurs de corail du cap de Creus, avant de revenir à Barcelone pour mûrir un projet de sous-marin visant à améliorer leurs conditions de travail.

## Inventions

### L'Ictíneo I

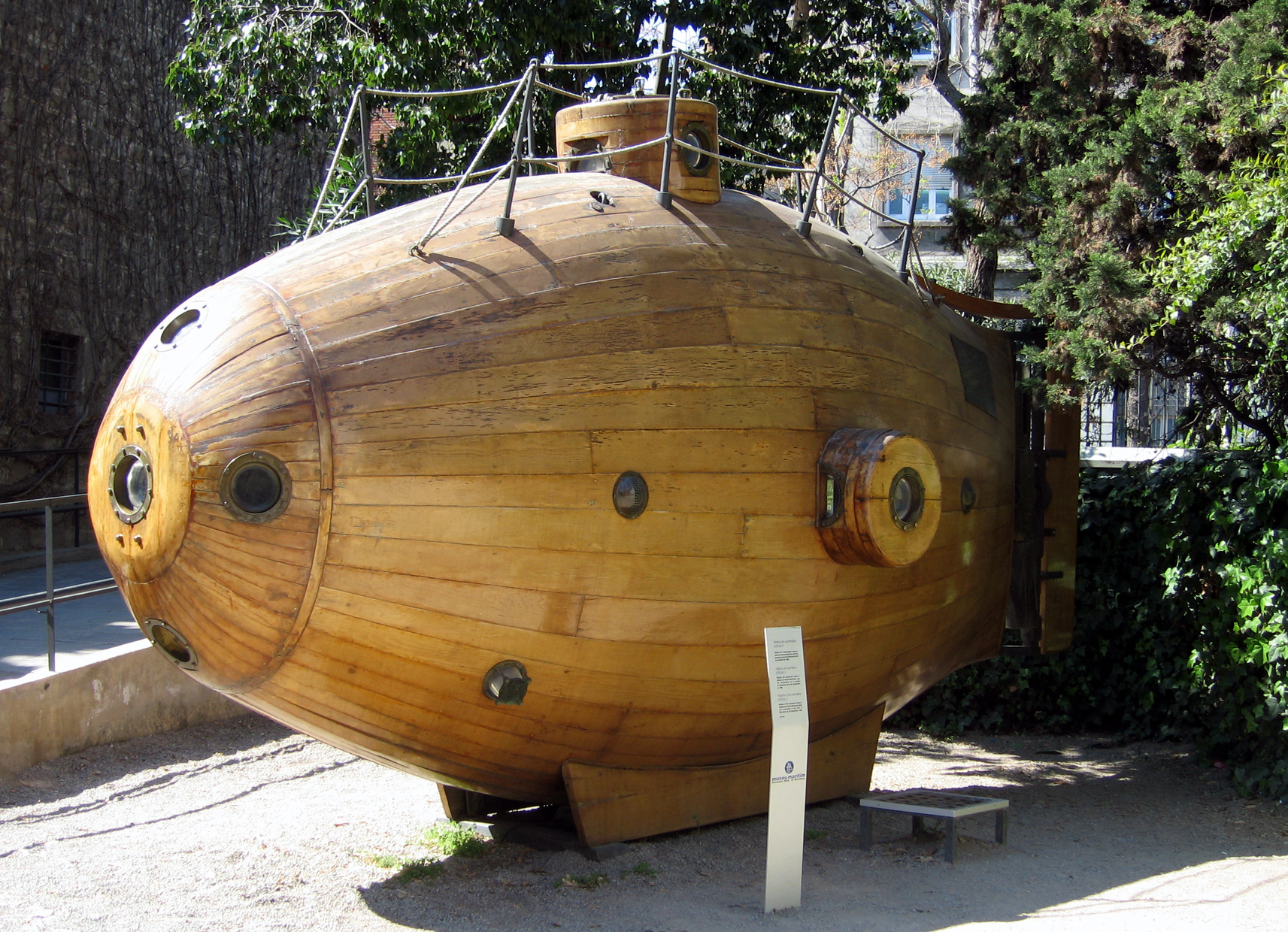
Réplique de lIctíneo I au Musée maritime de Barcelone.

L'Ictíneo I, surnommé le "bateau-poisson", mesure 7 m de longueur, 2,5 m de largeur et 3,5 m de profondeur. Son premier usage était de faciliter la récolte de corail, grâce à une proue adaptée. Durant l'été 1859 Monturiol effectue plus de 20 plongées avec l'Ictíneo.
L'invention soulève l'enthousiasme populaire, mais n'obtient pas l'appui du gouvernement espagnol. En conséquence, Monturiol organise une collecte nationale. La levée de fonds est un grand succès et 300 000 pesetas sont récoltés auprès des Espagnols.
Après une cinquantaine de plongées, l'Ictíneo est accidentellement détruit en janvier 1862, percuté par un cargo. L'argent obtenu lors de la souscription permet néanmoins à la compagnie La Navegación Submarina de penser à la suite et de développer un nouveau projet : l'Ictíneo II.

### L'Ictíneo II

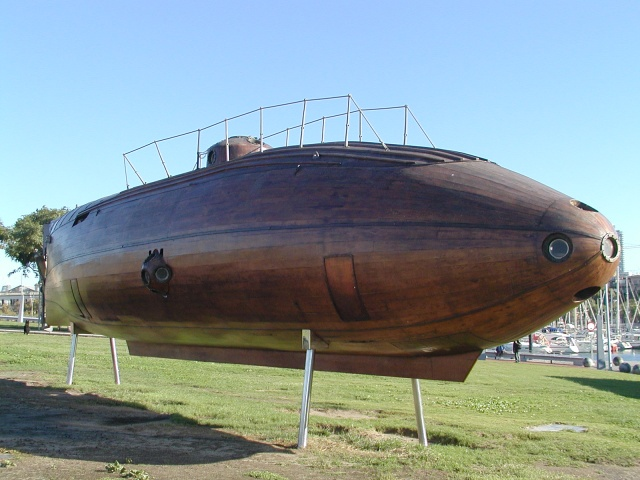
Réplique de lIctíneo II dans le Port Vell de Barcelone.

Conçu comme une version améliorée de l'Ictíneo I, l'Ictíneo II est lancé le 2 octobre 1864. Sa plongée inaugurale a lieu le 20 mai 1865, à une profondeur de 30 mètres. Pour ce nouveau sous-marin, Monturiol conçoit, après de nombreuses expériences, une combinaison chimique générant de la chaleur et de l'oxygène qui alimente une petite machine à vapeur. La puissance de la vapeur donne au bâtiment une moyenne de 3,5 nœuds (6 km/h) et une vitesse de pointe de 4,5 nœuds (8,3 km/h).
Le 23 décembre 1867, la compagnie de Monturiol fait néanmoins faillite. Il doit se séparer de l'Ictíneo II qui est revendu à un homme d'affaires qui démantèle le sous-marin et le vend à la ferraille.

### Autres inventions
Mis à part l'Ictíneo I et l'Ictíneo II, Monturiol a consacré sa vie à inventer de nouveaux procédés : amélioration de la fabrication de l'adhésif des timbres postaux, en tant que directeur de la Fabrique nationale de la monnaie et du timbre dans les années 1870, copie et impression de lettres, canon à tir rapide, procédé de conservation de la viande ou encore machine à fabriquer les cigarettes.

## Homme politique
Il garde toute sa vie un lien avec la politique, notamment à partir de 1868 en tant que membre du Parti Fédéral. Il est élu député de la circonscription de Manresa au Congrès des députés de la Première république espagnole en 1873.

## Célébrations et hommages

### Hommages du gouvernement espagnol
- La marine espagnole a donné son nom à deux sous-marins rachetés à l'US Navy ;
  - Narciso Monturiol (S-33) en 1972, ex-USS Picuda (1943)[4].
  - SPS Narciso Monturiol (S-35) en 1974, ex-USS Jallao (SS-368) (1943)[5].
- En 1987, la Poste espagnole lui dédié un timbre postal (20 pesetas de valeur faciale) pour célébrer le centenaire de sa mort.

### Hommages du gouvernement catalan
- L'année 2009 a été décrétée "Année Monturiol" pour célébrer le cent-cinquantième anniversaire de la mise à l'eau du sous-marin Ictíneo dans le port de Barcelone et un prix récompensant les progrès scientifiques et techniques porte son nom en Catalogne.

### Hommages de la ville de Figueres
- À Figueres, Narcís Monturiol est considéré comme le citoyen le plus illustre après Salvador Dalí.
- La ville a rebaptisé à son nom la rue ou il naquit (autrefois carrer de Sant-Guillem).
- Une plaque commémorative est apposée sur la façade de sa maison natale.
- Un monument, œuvre des sculpteurs Ricard Giralt et Enric Casanovas est érigé en 1918 à sa mémoire, en bas de la Rambla de Figueres.
- Un collège porte également son nom[6].
- En 1972, la dépouille de Narcís Monturiol est transférée au cimetière de la ville.

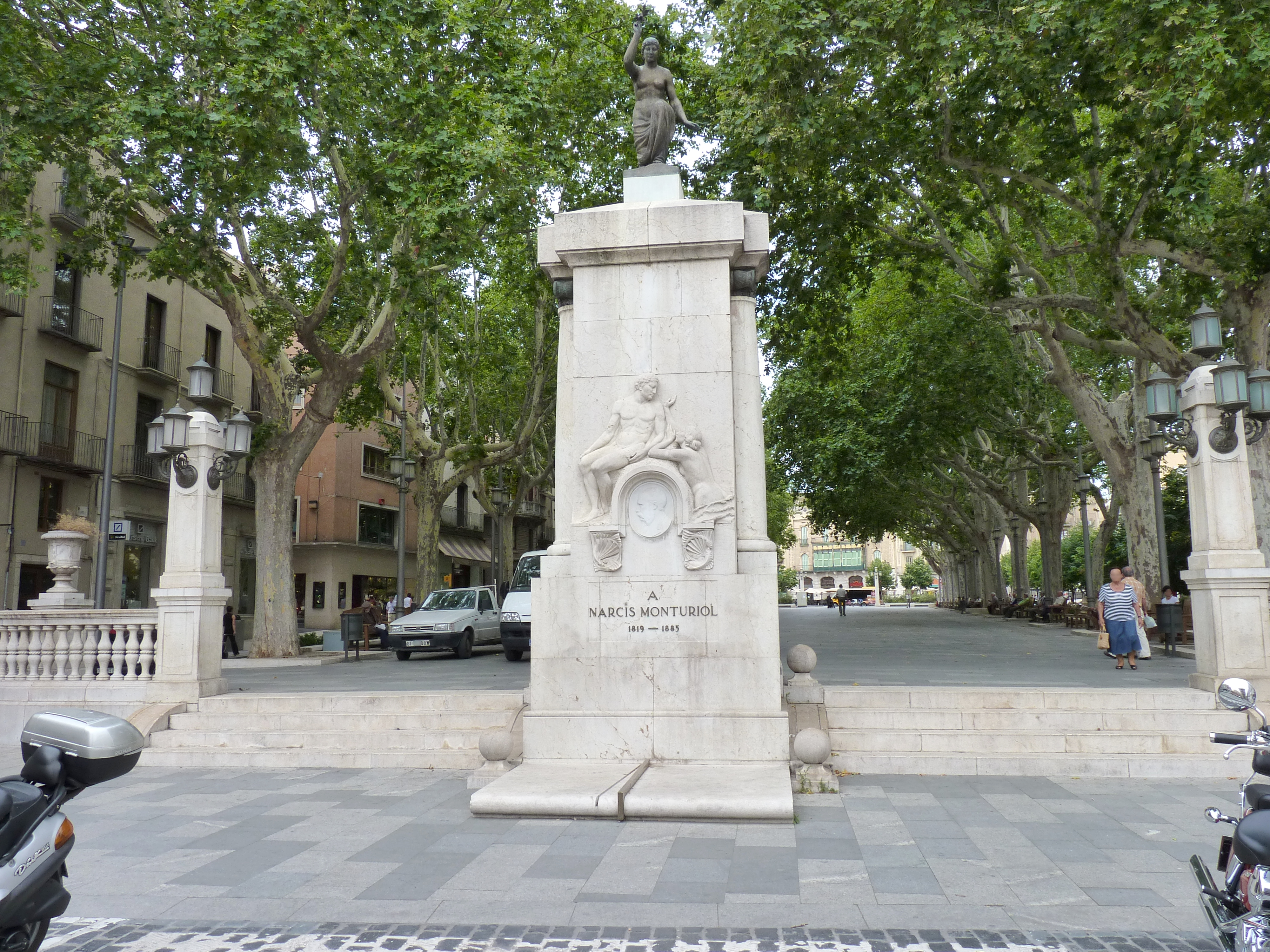
Monument à la mémoire de Narcís Monturiol à Figueres.

### Hommages de la ville de Barcelone
- Des répliques du sous-marin sont aujourd'hui présentées dans le Port Vell et au Musée maritime de Barcelone[7].
- Il existe un monument à la gloire de l'inventeur sur l'avinguda Diagonal (croisement avec le carrer de Girona). Commandé par la Mutua Metalúrgica de Seguros en 1963, la statue est l'œuvre du sculpteur catalan Josep Maria Subirachs.